# Pycreus aschenbornianus
Pycreus aschenbornianus är en halvgräsart som först beskrevs av Johann Otto Boeckeler, och fick sitt nu gällande namn av Charles Baron Clarke. Pycreus aschenbornianus ingår i släktet Pycreus och familjen halvgräs. Inga underarter finns listade i Catalogue of Life.